# 人生

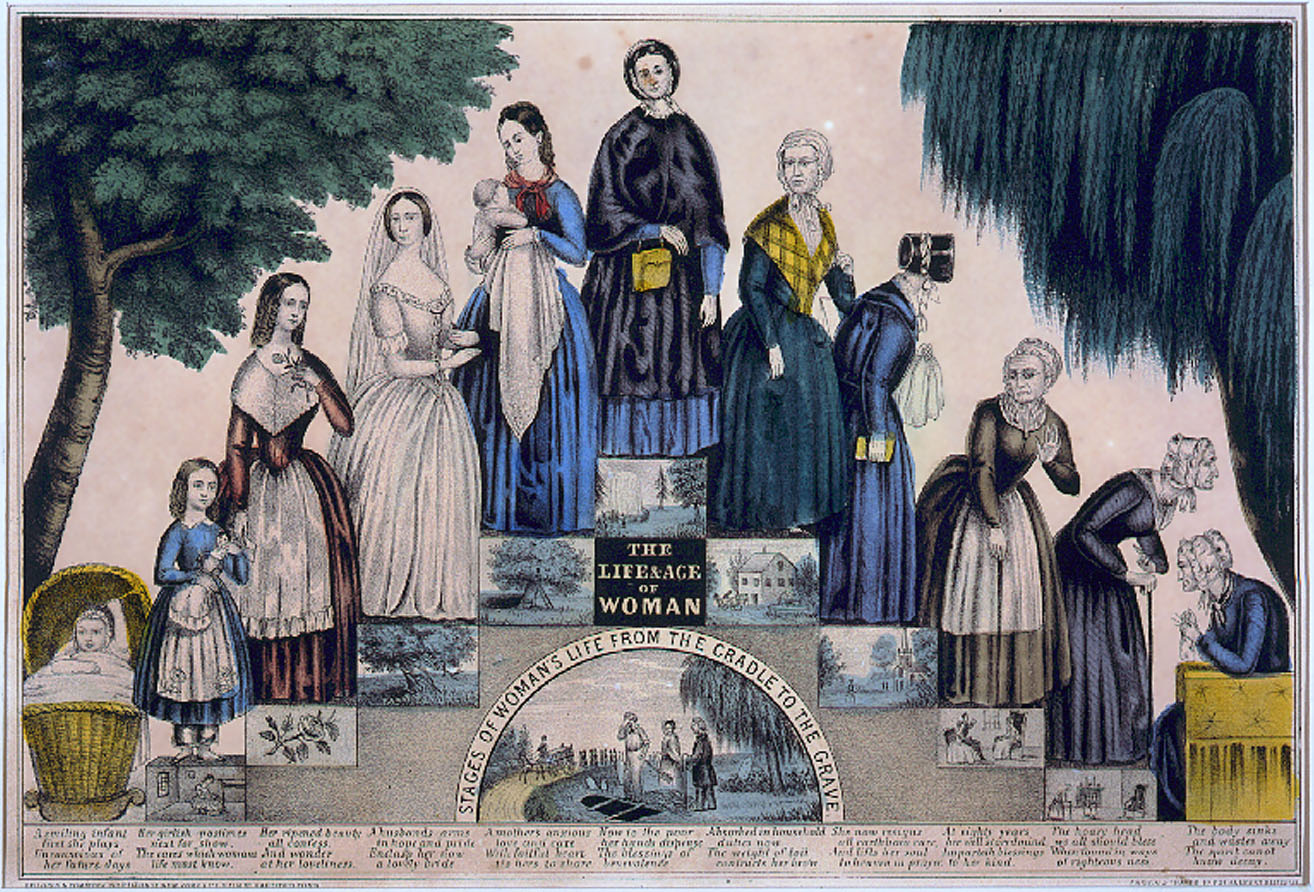
女性の人生。（1849年、米国）

人生（じんせい）とは、人がこの世で生きていくこと。人が、この世に生きている間。あるいは、この世で生きている間に経験することなどである。「人の一生」「生涯」などとも言う。

## 人生観
人生に対する見方や、人生の意味の理解のしかたを人生観という。

## ハーバード大学での人生研究
ハーバード大学で、複数名の研究者の共同研究によって、75年以上かけて、総計700名ほどの人生を調査し、肉体的および心理的な健康状態を追跡する研究が行われた。調査したのは、2つの人間群で、ひとつはボストン在住の貧しい男性 456名（1939年～2014年）で（Glueck Study）、もうひとつはハーバード大学を1939～1944年に卒業した男性268名である（Grant Study）。この調査は非常に長期にわたり、複数名の研究者がリレーして行われた。
研究者らが特に関心があったのは、ひとつには、人生の早期の心理的特性や生物学的プロセスの中でどのようなものが、人生の後期（80代や90代など）の人生のありかた・しあわせ（well-being）に影響を与えるか、ということであり、もうひとつは子供時代や大人時代の経験のどのような側面が晩年の親密な人間関係に影響するかということと、晩年の婚姻状態は身体的健康や幸福とどのような関係にあるのか、ということであった。
あえて2つの性質の大きく異なったカテゴリに属する人々を追跡調査することで、家庭環境・子供時代・心理的傾向（心理的自己防御メカニズム）のうち、どの変数が、人生に幸福・健康・良い婚姻状態・良い歳のとりかた、をもたらす傾向があるのか明らかにでき、また同時に、どの変数が、身体的不健康、心理的不健康、不幸な結婚、晩年の人生の調整不足をもたらすのかも明らかにできる、と考えた。
その時代ごとに可能な技術を用いて研究を行い、たとえば以前は血液成分分析を使って、脳診断ができる時代になってからはそれも利用し、もちろん当人の自己申告も記録し、また研究者が研究対象となった人々と接触し聞き取りも行った。脳画像診断や、遺伝子検査も追加したのである。
ハーバード大のStudy of Adult Developmentの責任者のRobert Waldingerによると、この75年以上におよんだ研究によって判ったことは、質の良い人間関係こそが他の要素群を超えて、人生の後期おける幸福と健康に大きく作用しているという。